# Orduspor Kulübü

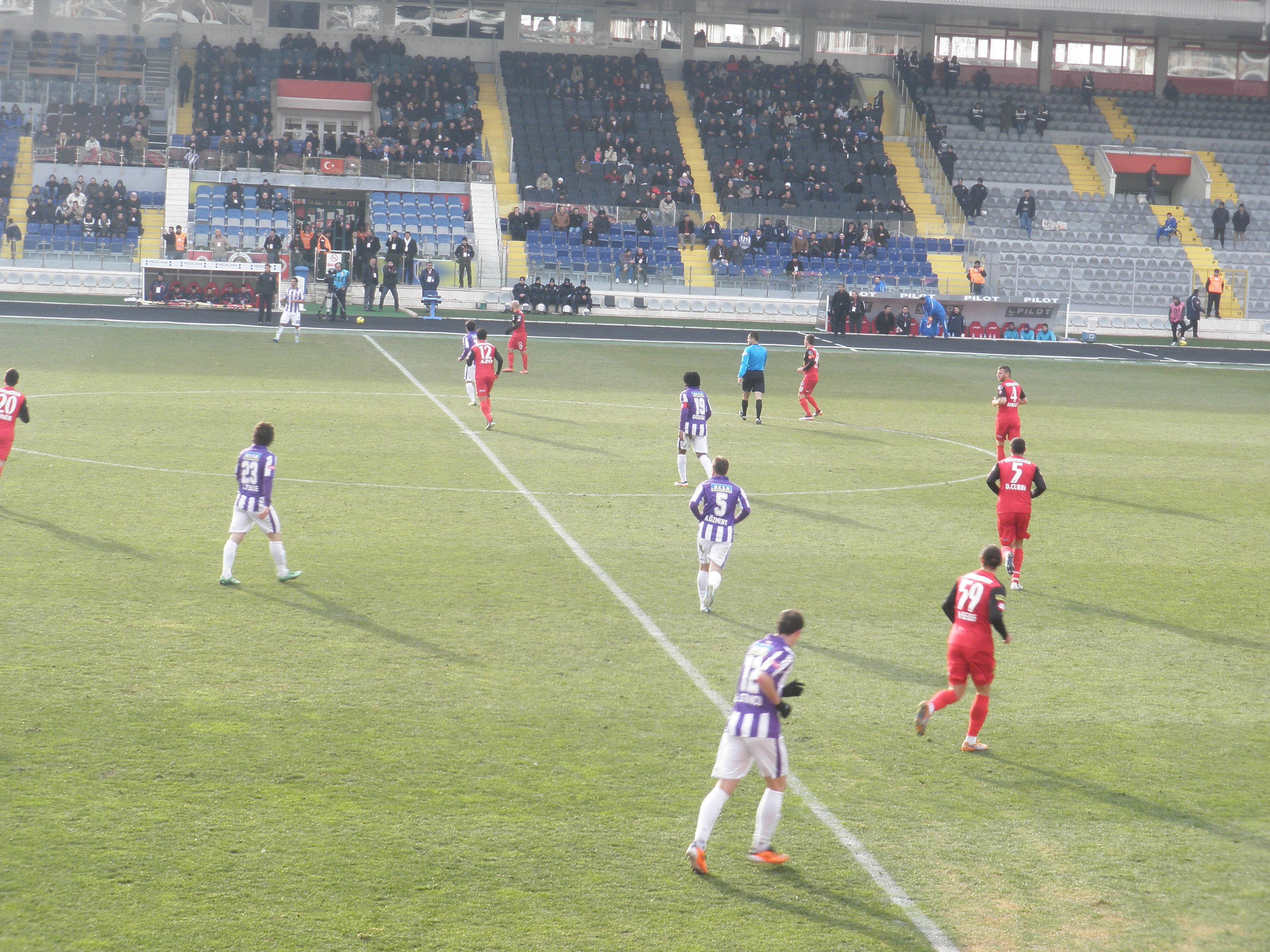
Gençlerbirliği 3-1 Orduspor, Süper Lig, 2010, Ankara.

L'Orduspor Kulübü és un club de futbol turc de la ciutat d'Ordu.
El club va néixer el 1967 com a resultat de la fusió dels clubs Ordugücü, Karadeniz İdman Yurdu, Yolaçspor, 19 Eylül i Ocakspor. Els seus colors són el violeta i blanc. El seu nom popular és Çotanak, floc d'avellanes verdes que apereixen en el seu emblema; çotanak és el simbol d'una part de la mar Negra (provincies d'Ordu i Giresun) la zona de major producció d'avellanes al món.
El club ha participat onze cops a primera divisió ente els anys 1975-81, 1983-86 i 2011-13. La temporada 1979-80 va participar en la Copa de la UEFA. En els seus millors temps va tenir equip femenì de futbol, equip femenì de basquetbol i activitates en altres esports. Després de baixar a les lligues regionales d'amateurs, la temporada 2019-20 va decidir tancar la secció de futbol, però conserva la personalitat jurídica com una associació, l'Orduspor Kulübü Derneği, instrument legal que sempre li pot donar el dret de tornar a fer servir el seu nom en el futbol turc.